# Atac a l'aeròdrom de Sidi Haneish
L'atac al camp d'aviació de Sidi Haneish va ser una operació militar realitzada la nit del 26 de juliol de 1942. Una unitat del Servei Aeri Especial britànic comandada pel major David Stirling va atacar un camp d'aviació controlat pels alemanys a Egipte durant la campanya del desert occidental de la Segona Guerra Mundial. Diversos avions de la Luftwaffe utilitzats per transportar subministraments a les forces de l'Eix van ser destruïts o danyats amb foc de metralladora i explosius. Diverses unitats de primera línia de l'Eix van haver de ser desviades per reforçar les guarnicions de la rereguarda vulnerables als atacs.

## Fons

### Subministrament de l'Eix
El novembre de 1941, el 70% dels subministraments enviats a les forces de l'Eix al nord d'Àfrica es van perdre a causa dels atacs aeris i navals aliats. El 1942, les forces alemanyes i italianes al nord d'Àfrica es van enfrontar a una greu escassetat de subministraments amb les forces aliades enfonsant vaixells mercants al mar Mediterrani. Els subministraments de l'Eix estaven sent transportats per la península italiana, principalment per ferrocarril, fins als ports del sud per enviar-los al nord d'Àfrica. La Royal Navy estava desplegant un nombre creixent de vaixells i submarins a la zona per interceptar els combois de subministrament de l'Eix, obligant a la Luftwaffe a portar part de la càrrega de subministrar l'Afrika Korps i a les tropes italianes per aire. El terreny del nord d'Àfrica sovint feia poc pràctic el transport terrestre, forçant els avions a volar entre pistes d'aterratge remotes del desert per lliurar subministraments, recanvis, tropes i menjar.

### El Servei Aeri Especial
El juliol de 1941, el major David Stirling va formar el Servei Aeri Especial per a operacions atrevides darrere de les línies de l'Eix. Inicialment anomenada Destacament "L", Brigada del Servei Aeri Especial, la unitat estava formada per homes extrets d'unitats britàniques convencionals i entrenament ad hoc en paracaigudes. La unitat es va basar a l'oasi de Jalo i es va guanyar la reputació d'atacar incursions a les bases alemanyes, infiltrant-s'hi i destruint avions estacionats amb explosius. Stirling es va fer conegut entre els alemanys com el "Major Fantasma".

## Preludi
Stirling feia temps que desenvolupava un pla per atacar l'aeròdrom de Sidi Haneish, un complex situat a 378 km a l'oest del Caire, que els alemanys van anomenar Haggag el Qasaba. L'atac havia d'implicar una tàctica desconeguda per al SAS; assaltar la base en vehicles, en lloc de penetrar-hi discretament. Va reclutar el Long Range Desert Group per proporcionar vehicles i transport, jutjant que la potència de foc i la velocitat dels jeeps eren suficients per superar les defenses alemanyes. Els assaltants havien de conduir 50 milles (80 km) pel desert des d'un amagatall a Bir el Quseir i després envair l'aeròdrom amb 18 jeeps en dues columnes, amb Stirling al capdavant. Cada jeep portava quatre metralladores Vickers K, una arma de tir ràpid, dissenyada originalment per a avions de la Royal Air Force. La nit del 25/26 de juliol, els homes van fer un assaig general.

## L'atac
L'atac va començar la nit del 26 al 27 de juliol, amb els 18 jeeps, cadascun amb tres o quatre comandos britànics o francesos, navegant pel desert en formació sense fars. El temps era ideal amb lluna plena i sense núvols. Quan els assaltants s'acostaven a l'aeròdrom, els llums que revesteixen la pista es van encendre, causant preocupació entre els comandos que temien que haguessin estat detectats però que els llums s'havien encès perquè un bombarder de la Luftwaffe aterrés. Stirling va disparar una bengala verda i va ordenar que els jeeps avancessin al camp d'aviació en formació "V". Els SAS va assaltar l'aeròdrom, utilitzant els seus canons K, carregats amb munició traçadora, per disparar contra els avions alemanys estacionats que incloïa bombarders en picat Junkers Ju 87 Stuka, avions de càrrega Ju 52 i caces Messerschmitt Bf 109. Les tropes alemanyes van prendre represàlies amb metralladores i armes antiaèries, desactivant un jeep. El Lance Bombardier John Robson, un soldat SAS de 21 anys que manejava una metralladora, va resultar mort a trets, l'única víctima aliada de la pròpia incursió. Els assaltants van utilitzar la major part de la seva munició i van maniobrar per escapar després d'una darrera escombrada per trobar avions sense danys. Paddy Mayne va col·locar una bomba al motor d'un bombarder estacionat abans de retirar-se. Els assaltants van destruir o danyar al voltant de 40 avions de la Luftwaffe , encara que el SAS en va reclamar 25, ja que era habitual no informar les pèrdues de l'Eix.

### Fugida
Els assaltants van escapar al desert, menys un jeep i un home mort i es van dividir en grups de tres a cinc jeeps, buscant evadir la detecció dels avions alemanys ja que només quedaven dues hores i mitja de foscor; a la llum del dia, es tornarien vulnerables als atacs aeris. Els SAS es van amagar durant el dia, camuflant els seus vehicles i tots menys un grup van arribar a Bir el Quseir. Un grup de jeeps operats per tropes franceses van ser frenats per punxades i avaries, deixant-los al descobert al desert. Van ser detectats per quatre bombarders en picat Stuka que van fer nou atacs i van ferir mortalment al paracaigudista André Zirnheld. Després que els Stukas es quedessin sense municions, els comandos van pujar a l'últim jeep operatiu i van arribar a la seguretat.

## Conseqüències
L'atac va ser un gran èxit, molts dels avions alemanys destruïts eren avions de transport Junkers 52, la pèrdua dels quals va agreujar les dificultats de subministrament de l'Eix.
El mateix Stirling va ser capturat pels alemanys el gener de 1943 i va passar la resta de la guerra dins i fora dels camps de presoners de guerra de l'Eix . Va ser substituït per Mayne com a comandant del SAS.

## A la cultura popular
L'atac apareix a l'episodi 6 de la sèrie de la BBC SAS: Rogue Heroes de 2021.